# Federico Palacios Martínez
Federico Palacios Martínez (Hannover, 9 aprile 1995) è un calciatore tedesco, attaccante del Panevėžys.

## Caratteristiche tecniche
È una seconda punta.

## Carriera
Cresciuto nel settore giovanile del Wolfsburg, nel 2014 viene acquistato dal RB Lipsia.
Esordisce fra i professionisti il 25 gennaio 2014 disputando l'incontro di 3. Liga perso 1-0 contro il Wacker Burghausen.
Segna la sua prima rete il 29 settembre 2018 con la maglia del Norimberga fissando il punteggio sul definitivo 3-0 nell'incontro di Bundesliga vinto contro il Fortuna Düsseldorf.